# Paul Mignard
Pour les articles homonymes, voir Mignard.
Paul Mignard  est un peintre et graveur français né à Avignon le 27 décembre 1641 et mort le 5 octobre 1691 à Lyon.

## Biographie
Paul Mignard est le fils de Nicolas Mignard, le frère de Pierre II Mignard et le neveu de Pierre Mignard, et de Marguerite Apvril, sa femme.
Il a été l'élève de son oncle, Pierre Mignard. Il a été reçu le 11 juin 1672 à l'Académie royale de peinture et de sculpture.
Le 7 septembre 1690, il est nommé peintre ordinaire de la ville de Lyon et les provisions de cette charge lui ont été données le 27 octobre 1690.

## Famille
- Pantaléon Mignard, marchand armurier[5]. L'anecdote selon laquelle Pierre Mignard aurait été un officier anglais, au service du futur Henri IV, du nom de Pierre More qui aurait changé son nom en Mignard vient de l'abbé de Monville[6], qui écrivait sous la dictée de la Comtesse de Feuquière. Cette prétendue filiation est reconnue depuis longtemps comme infondée.
  - Pierre Mignard, chapelier, marié à Marie Gallois[7].
    - Nicolas Mignard (1606-1668) dit Mignard d'Avignon, marié avec Marguerite Apvril, le 26 septembre 1637
      - Pierre Mignard (1640-1725), dit le chevalier Mignard, marié avec Dorothée Dupont
      - Paul Mignard (1641-1691), peintre, marié avec Marie-Madeleine Chenard - A son décès, ses enfants furent recueillis à Avignon par son frère Pierre II
        - Pierre Mignard (1674-1734), marié avec Catherine Mauche
          - Pierre-François Mignard (1728-1801), peintre, marié à Marie-Rose-Esprite Naveau
            - Marie-Rose Mignard (1754-1824), mariée avec Monyer de Prilly
              - Marie-Joseph-François-Victor Monyer de Prilly (1775 - 1860), évêque de Châlons en Champagne

        - Noël-Paul Mignard (1678-1731), peintre ?, marié avec Anne-Marie Fuzet-Imbert
          - Pierre-Paul Mignard (1717-1739) marié avec Marie-Barbe Susterre

    - Pierre Mignard (1612-1695)[8], dit Mignard le Romain, marié fin 1656 avec Anna Avolara, fille Juan Carlo Avolara, architecte romain[9], avant que le roi lui ordonne de revenir en France.
      - Charles Mignard, gentilhomme de Monsieur, mort sans descendance,
      - Pierre Mignard, entré dans l'ordre des Mathurins,
      - Pierre-Rodolphe Mignard, peintre, marié à Marie de Beauchâteau
        - Gabriel Mignard (1700- )
        - Anselme-Rodolphe Mignard (1704- )

      - Catherine Mignard (1657-1742), mariée en 1696 avec Jules de Pas (vers 1661-1741), comte de Feuquières, colonel du régiment de Feuquières, lieutenant général au gouvernement, province et évêché de Toul[10].

## Œuvres
Paul Mignard est passé à la postérité essentiellement en qualité de portraitiste. C'est à lui que l'on doit le portrait de Nicolas, son père, qui fut son morceau de réception à l'Académie Royale de peinture le 11 juin 1672, et figure aujourd'hui dans les collections du Musée des Beaux-Arts de Lyon.